# Beskid Żywiecko-Kisucki
Beskid Żywiecko-Kisucki, Beskid Żywiecko-Kysucki (słow. Žyviecko-kysucké Beskydy) – pasmo górskie o charakterze gór średnich położone na pograniczu polsko-słowackim (żywiecko-kisuckim), zachodnia część Beskidu Żywieckiego obejmująca masywy Wielkiej Raczy (1236 m), Wielkiej Rycerzowej (1226 m), Oszusa i Krawców Wierchu. Wyodrębniony jako mezoregion z indeksem 513.56 należący do Beskidów Zachodnich, przy regionalizacji fizycznogeograficznej Polski opracowanej w 2018 roku przez zespół geografów pod przewodnictwem Jerzego Solona.
W starszej polskiej literaturze geograficznej region bywał wyróżniany jako Grupa Wielkiej Raczy w obrębie Beskidu Żywieckiego, w literaturze turystyczno-krajoznawczej można się spotkać z określeniem Worek Raczański, a w geografii słowackiej funkcjonuje termin Kysucké Beskydy. Wszystkie wymienione sformułowania odnoszą się do tego samego regionu, choć w szczegółach różnie definiowanego co do jego granic i rangi.

## Środowisko przyrodnicze
Region zajmuje  490,8 km², z czego 36,1% (tj. 177 km²) przypada na północny skłon w granicach Polski, gdzie układ dolin żłobionych przez potoki źródłowe Soły przybiera charakterystyczną strukturę drzewiastą. Zbudowany jest ze skał fliszowych w strefie jednostki magurskiej. W odróżnieniu od sąsiedniego Beskidu Żywiecko-Orawskiego występują tu mniejsze wysokości bezwzględne i mniej jest pięter roślinności – górną granicę regla dolnego stanowią skarłowaciałe buki, typowy regiel górny zaznacza się śladowo, wyższych pięter brak. Odmienny jest też układ grzbietów – Beskid Żywiecko-Kisucki to długie i wyrównane wierzchowiny, z rozległymi ramionami bocznymi; Beskid Żywiecko-Orawski to zwarte masywy oraz wyraźniejsze przełęcze i kulminacje.
W pokryciu terenu dominują lasy. Naturalne siedliska bukowe i jodłowe regla dolnego zostały znacznie przekształcone w wyniku gospodarki leśnej człowieka, poprzez sztuczne nasadzenia świerka. Pozostałości karpackiego lasu pierwotnego są chronione w kilku rezerwatach, m.in. Śrubita, Muńcoł, Oszast. Z wielkoobszarowych form ochrony przyrody funkcjonuje tutaj Żywiecki Park Krajobrazowy po polskiej stronie, a po słowackiej Obszar Chronionego Krajobrazu „Kysuce” i Obszar Chronionego Krajobrazu „Horná Orava”.

## Różnice w podziałach geograficznych
Beskid Żywiecko-Kisucki wyróżniono jako mezoregion beskidzki w podziale Karpat Zachodnich według Jarosława Balona i Miłosza Jodłowskiego. Jego podnóża sięgają na północy okolic wsi Rajcza w dolinie Soły, na zachodzie miasta Czadca w dolinie Kisucy, na południu wsi Stara Bystrzyca w dolinie Bystrzycy i wsi Orawska Leśna w dolinie Białej Orawy, a na wschodzie wsi Nowoć w dolinie Klinianki. Graniczy z Beskidem Żywiecko-Orawskim, Działami Orawskimi, Magurą Orawską, Górami Kisuckimi, Jawornikami, Beskidem Morawsko-Śląskim i Międzygórzem Jabłonkowsko-Koniakowskim.
W regionalizacji Polski Jerzego Kondrackiego omawiany region nie jest wydzielony jako jednostka i wchodzi w skład rozległego mezoregionu Beskidu Żywieckiego. Nowy podział z 2018 roku nawiązuje do regionalizacji Słowacji autorstwa Emila Mazúra i Michala Lukniša, którzy rozróżnili tu dwa odrębne mezoregiony – Kysucké Beskydy i Oravské Beskydy, choć w trochę innych granicach. W ich koncepcji część kisucka kończy się, patrząc z zachodu, na masywie Wielkiej Rycerzowej, zaliczając masywy Oszusa i Krawców Wierchu do części orawskiej. Według Jarosława Balona i współpracowników segment kisucki kończy się dopiero za Krawców Wierchem.
Polska geografia po 1945 roku tradycyjnie dzieliła Beskid Żywiecki, za Mieczysławem Klimaszewskim, na trzy duże człony – Grupę Wielkiej Raczy po przełęcz Glinkę (czyli z Oszusem, bez Krawców Wierchu), Grupę Pilska po przełęcz Glinne, oraz Grupę Babiej Góry. Tak samo – od Przełęczy Zwardońskiej po przełęcz Glinkę – definiuje się zasięg tzw. Worka Raczańskiego w publikacjach turystyczno-krajoznawczych opisujących Beskid Żywiecki. Beskid Żywiecko-Kisucki jest więc Grupą Wielkiej Raczy, rozciągniętą swoim obszarem na wschodzie za Krawców Wierch i podniesioną do rangi mezoregionu fizycznogeograficznego.